# John Sveinsson
John Lunde Sveinsson (ur. 29 stycznia 1922, zm. 14 stycznia 2009) – norweski piłkarz występujący na pozycji napastnika. Trener piłkarski.

## Kariera klubowa
Sveinsson całą karierę spędził w zespole Lyn Fotball. W sezonach 1945/1946 oraz 1946/1947 zdobył z nim Puchar Norwegii. W sezonie 1950/1951 z 19 bramkami na koncie został królem strzelców pierwszej ligi norweskiej. W 1953 roku zakończył karierę.

## Kariera reprezentacyjna
W reprezentacji Norwegii Sveinsson zadebiutował 21 października 1945 w przegranym 0:10 towarzyskim meczu ze Szwecją. W latach 1945–1950 w drużynie narodowej rozegrał 2 spotkania.